# Adolf Lendl
Pour les articles homonymes, voir Lendl.
Adolf Lendl est un zoologiste hongrois, né le 6 mai 1862 à Orczyfalva et mort le 25 septembre 1943 à Keszthely.
Il obtient son doctorat d’études polytechniques à Budapest et devient professeur en 1896. L’année suivante, il étudie, avec Ottó Herman (1835-1914), la faune ornithologique de Norvège. Il est ensuite nommé dans le département de zoologie du Muséum de Hongrie.
Parallèlement, il entame une carrière politique et est élu au parlement hongrois en 1901. En 1906, Lendl participe à une expédition en Anatolie d’où il rapporte une riche collection. En 1909, il part en Argentine où il traverse à pied la pampa et les Andes.
En 1911, il est nommé directeur du Jardin zoologique de Budapest, fonction qu’il occupe jusqu’à sa retraite en 1920. Il est chargé, en 1919, de superviser les plans du nouveau bâtiment du Muséum d’histoire naturelle. Il s’installe alors à Keszthely où il continue de se consacrer à l’histoire naturelle jusqu’à sa mort.